# Приозерне сільське поселення (Надимський район)
Приозе́рне сільське поселення (рос. Приозёрное сельское поселение) — сільське поселення у складі Надимського району Ямало-Ненецького автономного округу Тюменської області Росії.
Адміністративний центр та єдиний населений пункт — селище Приозерний.
Населення сільського поселення становить 1230 осіб (2017; 1294 у 2010, 1355 у 2002).